# Coupé
En coupé eller coupe (af det franske tillægsord, coupé, "skåret") betegner en biltype med konventionelt lukket karosseriform, hvor den præcise definition varierer fra producent til producent, og over tid. Coupéer er som oftest sportsvogne eller sporty varianter af sedaner, hvor dørene almindeligvis er reduceret fra fire til to, og bagsædet kan være placeret længere fremme end i en almindelig sedan, tilbydende enten to sæder eller 2+2 siddepladser – plads til føreren og én passager foran og lejlighedsvis to passagerer eller børn på bagsædet.
| Stub | Spire Denne bilrelaterede artikel er en spire som bør udbygges. Du er velkommen til at hjælpe Wikipedia ved at udvide den. |